# Campeonato Mundial de Ciclismo en Pista de 1904
El XII Campeonato Mundial de Ciclismo en Pista se celebró en Londres (Reino Unido) entre el 3 y el 10 de septiembre de 1904 bajo la organización de la Unión Ciclista Internacional (UCI) y la Federación Británica de Ciclismo.
Las competiciones se realizaron en el velódromo del Crystal Palace de la capital británica. En total se disputaron 4 pruebas, 2 para ciclistas profesionales y 2 para ciclistas aficionados o amateur.

## Medallistas

### Profesional
| Evento      | Oro                            | Plata                        | Bronce                        |
| ----------- | ------------------------------ | ---------------------------- | ----------------------------- |
| Velocidad   | Iver Lawson Estados Unidos     | Thorvald Ellegaard Dinamarca | Henry Mayer Alemania          |
| Medio fondo | Robert Walthour Estados Unidos | César Simar Francia          | Arthur Vanderstuyft · Bélgica |

### Amateur
| Evento      | Oro                          | Plata                    | Bronce                   |
| ----------- | ---------------------------- | ------------------------ | ------------------------ |
| Velocidad   | Marcus Hurley Estados Unidos | Arthur Reed Reino Unido  | Jimmy Benyon Reino Unido |
| Medio fondo | Leonard Meredith Reino Unido | William Pett Reino Unido | George Olley Reino Unido |

## Medallero
| Núm. | País           | Oro | Plata | Bronce | Total |
| ---- | -------------- | --- | ----- | ------ | ----- |
| 1    | Estados Unidos | 3   | 0     | 0      | 3     |
| 2    | Reino Unido    | 1   | 2     | 2      | 5     |
| 3    | Dinamarca      | 0   | 1     | 0      | 1     |
| 3    | Francia        | 0   | 1     | 0      | 1     |
| 5    | Alemania       | 0   | 0     | 1      | 1     |
| 5    | Bélgica        | 0   | 0     | 1      | 1     |
|      | TOTAL          | 4   | 4     | 4      | 12    |